# Neslihan Demir
Neslihan Demir Güler (Eskişehir, 9 dicembre 1983) è una pallavolista turca.
Gioca nel ruolo di opposto nel Galatasaray.

## Carriera
Neslihan Demir inizia la sua carriera da pallavolista professionista nel 1998 quando fa il suo esordio nel massimo campionato turco con lo Yeşilyurt, anche se già dall'anno prima faceva parte della nazionale turca. Dopo quattro stagioni passa al VakıfBank Güneş Sigorta Spor Kulübü dove vince due scudetti e una Top Teams Cup, torneo nel quale riceve i premi di MVP e miglior servizio. Con la nazionale arriva sorprendentemente a vincere l'argento al campionato europeo 2003, perdendo in finale contro la Polonia.
Nel 2006 viene ingaggiata dal Club Voleibol Tenerife, squadra che partecipa alla Superliga spagnola: resta legato al club spagnolo per due stagioni per poi rientrare in Turchia nuovamente nel VakıfBank. Nel 2009 con la nazionale aggiunge altre due medaglie al suo palmarès, entrambe d'argento ai XVI Giochi del Mediterraneo e all'European League dove sarà anche eletta miglior giocatrice del torneo, mentre l'anno seguente alla stessa manifestazione giungerà al terzo posto.
Nella stagione 2010-11 viene ingaggiata dal Eczacıbaşı Spor Kulübü, dove resta per sette annate, con il quale vince il campionato 2011-12, due Coppe di Turchia, due edizioni della Supercoppa turca, la Champions League 2014-15 e due campionati mondiali per club. Con la nazionale vince la medaglia di bronzo al campionato europeo 2011 e al World Grand Prix 2012 e quella d'argento ai XVII Giochi del Mediterraneo.
Nella stagione 2017-18 difende i colori del Galatasaray, sempre in Sultanlar Ligi.

## Palmarès

### Club
- Campionato turco: 3

2003-04, 2004-05, 2011-12
- Coppa di Turchia: 2

2010-11, 2011-12
- Supercoppa turca: 2

2011, 2012
- Campionato mondiale per club: 2

2015, 2016
- Champions League: 1

2014-15
- Top Teams Cup: 1

2003-04

### Nazionale (competizioni minori)
- Giochi del Mediterraneo 2005
- Giochi del Mediterraneo 2009
- European League 2009
- European League 2010
- European League 2011
- Giochi del Mediterraneo 2013

### Premi individuali
- 2004 - Top Teams Cup: MVP
- 2004 - Top Teams Cup: Miglior servizio
- 2006 - Champions League: Miglior realizzatrice
- 2006 - Campionato mondiale: Miglior realizzatrice
- 2007 - Montreux Volley Masters: Miglior realizzatrice
- 2007 - Torneo di qualificazione europeo al World Grand Prix 2008: Miglior realizzatrice
- 2009 - European League: Miglior realizzatrice
- 2009 - European League: MVP
- 2010 - European League: Miglior realizzatrice
- 2010 - Torneo di qualificazione europeo al World Grand Prix 2011: Miglior realizzatrice
- 2010 - Torneo di qualificazione europeo al World Grand Prix 2011: MVP
- 2010 - Campionato mondiale: Miglior realizzatrice
- 2011 - Campionato europeo: Miglior realizzatrice
- 2012 - World Grand Prix: Miglior servizio
- 2014 - Champions League: Miglior attaccante
- 2014 - CEV: "The Ultimate Volleyball Team Leader"
- 2019 - CEV: Premio alla carriera